# Marcel Ewald
Marcel Ewald (Karlsruhe, 29 giugno 1983) è un lottatore tedesco, specializzato nella lotta libera. Nel corso della sua carriera, ha vinto un oro ed un argento ai campionati europei e l'argento ai Giochi europei di Baku 2015.

## Palmarès
| Anno | Manifestazione           | Sede      | Evento | Risultato | Note |
| ---- | ------------------------ | --------- | ------ | --------- | ---- |
| 2002 | Europei junior           | Tirana    | 50 kg  | 6º        |      |
| 2003 | Mondiali junior          | Istanbul  | 50 kg  | 11º       |      |
| 2005 | Europei                  | Varna     | 55 kg  | 9º        |      |
| 2005 | Mondiali                 | Budapest  | 55 kg  | 26º       |      |
| 2006 | Europei                  | Mosca     | 55 kg  | 16º       |      |
| 2006 | Mondiali militari        | Baku      | 55 kg  | 5º        |      |
| 2007 | Europei                  | Mosca     | 55 kg  | Argento   |      |
| 2007 | Mondiali                 | Baku      | 55 kg  | 35º       |      |
| 2010 | Europei                  | Baku      | 55 kg  | Bronzo    |      |
| 2010 | Mondiali militari        | Lahti     | 60 kg  | 8º        |      |
| 2010 | Mondiali                 | Mosca     | 60 kg  | 23º       |      |
| 2011 | Europei                  | Dortmund  | 50 kg  | 5º        |      |
| 2011 | Mondiali                 | Istanbul  | 55 kg  | 29º       |      |
| 2013 | Mondiali                 | Budapest  | 55 kg  | 11º       |      |
| 2014 | Mondiali                 | Tashkent  | 57 kg  | 18º       |      |
| 2014 | Mondiali militari        | Fort Dix  | 61 kg  | 5º        |      |
| 2015 | Giochi europei           | Baku      | 57 kg  | Argento   |      |
| 2015 | Mondiali                 | Las Vegas | 57 kg  | 34º       |      |
| 2015 | Giochi mondiali militari | Mungyeong | 57 kg  | 12º       |      |
| 2016 | Europei                  | Riga      | 57 kg  | 16º       |      |
| 2016 | Mondiali militari        | Skopje    | 57 kg  | 5º        |      |